# گارسی فیلمز

لوگوی گارسی فیلمز

گارسی فیلمز (به انگلیسی: Garcie Films) یک شرکت فیلم و تلویزیونی ساخته شده توسط جیمز ال. بروکس در سال ۱۹۸۶ است. این شرکت فیلم‌های برنده جایزه زیادی از جمله بزرگ، پخش اخبار، جری مگوایر و مهمترین آن‌ها سیمپسونها است. این شرکت در درجه اول در ارتباط با استودیو فیلم و توزیع کننده سونی پیکچر است اما آن‌ها همچنین دارای یک دفتر در فاکس قرن بیستم هستند که سیمپسون‌ها آن جا تولید می‌شود.

## تاریخچه
جیمز ال. بروکس استودیو را با کمک فاکس قرن بیستم در سال ۱۹۸۶ بود که به نام کمدین آلن گارسی تأسیس شد. وظیفه شرکت این بود که در درون کمپانی «به نویسندگان واقعی (امکانات) و وسیله نقلیه ارائه دهد تا بتوانند فیلم‌هایشان را بسازند.

## محل
بخش تولید این شرکت قرار گرفته در سیدنی پوآتیه است در ساختمان سونی پیکچرز در کالور سیتی، کالیفرنیا.

## مجموعه‌های تلویزیونی
| عنوان             | خالق (ع)                                         | سال فعال         | شرکت‌های تولید شده توسط             |
| ----------------- | ------------------------------------------------ | ---------------- | ---------------------------------- |
| مجموعه تریسی آلمن | جیمز ال. بروکس، جری بلسون، کن استین، هایده پرلمن | ۱۹۸۷–۱۹۹۰        | تلویزیون فاکس قرن بیستم            |
| سیمپسونها         | مت گرونینگ                                       | ۱۹۸۹–در حال حاضر | تلویزیون فاکس قرن بیستم، فیلم رومن |
| سیبز              | هایده پرلمن                                      | ۱۹۹۱–۱۹۹۲        | کلمبیا پیکچرز                      |
| فنوم              | سام سایمون، دیک بلاسوکی، مارک فلاناگان           | ۱۹۹۳–۱۹۹۴        | کلمبیا پیکچرز، ارتباطات ELP        |
| منتقد             | آل جین، مایک ریس                                 | ۱۹۹۴–۱۹۹۵        | کلمبیا پیکچرز، فیلم رومن           |
| جان چطور؟         | اد. وینبرگر                                      | ۲۰۰۱–۲۰۰۲        | تلویزیون کلمبیا تری استار          |